# Baradna
Baradna (szlovákul Brádno) Nyustya városrésze 1971 óta, korábban önálló község Szlovákiában, a Besztercebányai kerület Rimaszombati járásában.

## Fekvése

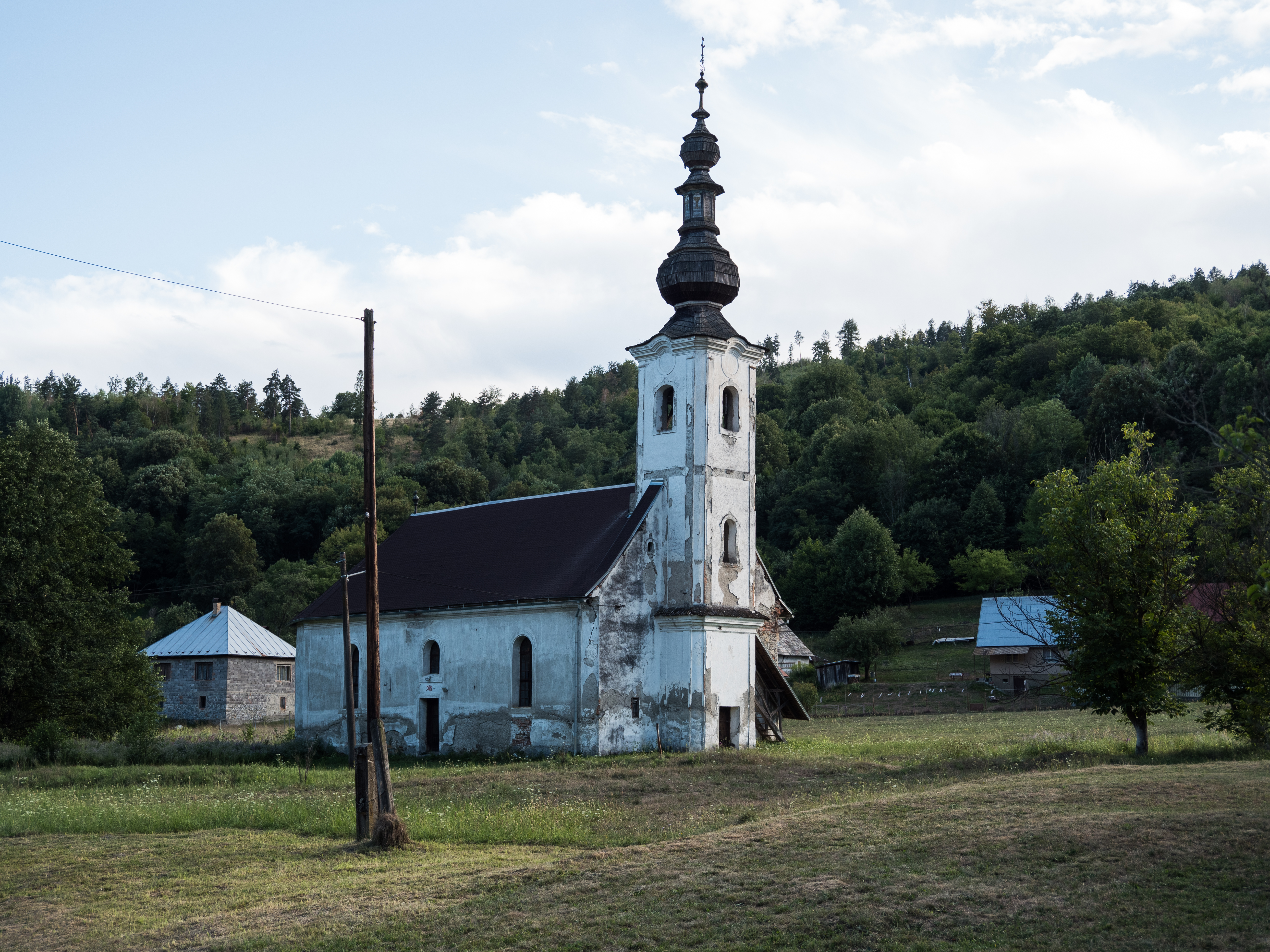
Az evangélikus templom

Nyustya központjától 9 km-re keletre, az Eszterézsi-patak völgyében fekszik. A városközponttal a Brezina-hágón (549 m) áthaladó 526-os út köti össze.
Baradna egyike a Nyustyát alkotó négy kataszteri területnek, területe 9,8995 km².

## Története
A települést a vlach jog alapján alapították, első írásos említése 1413-ból származik.
Vályi András szerint: „BARADNA. Tót falu Gömör Vármegyében, birtokosa Gróf Koháry Uraság, lakosai evangelikusok, fekszik Dobrapatakhoz, és Sztrizshez fél órányira Kis Hont Vármegyének szélén. Határja közép termékenységű, fája elég, réttye legelője jó, rétekje nevezetes. második Osztálybéli."
Fényes Elek szerint: „Baradna, tót falu, Gömör- és Kis-Honth egyesült vgyékben, egy szűk völgyben, Ratkóhoz nyugotra 1 órányira: 13 kath., 459 evang. lak. Van itt evang. anyatemplom, 2 barlang. Határa nagyon hegyes és sovány; lakosi sok faeszközöket csinálnak. F. u. h. Coburg s m. t. Ut. p. Rimaszombat."
Gömör-Kishont vármegye monográfiája szerint: „Baradna, tót kisközség, melynek 214 ág. ev. h. vallású lakosa 53 házban lakik. A Koháry-féle birtokok sorsában osztozott és jelenleg a Coburg herczegi család az ura. Határa gazdag vasérczben. Két barlangját is ismerik, melyek azonban nem nevezetesek. Itt rejtőzött 1849-ben Irányi Dániel, Jaczkó Sámuel akkori ág. h. ev. lelkésznél. A községet a mult század közepén tűz pusztította el. Evangelikus temploma 1790-ban épült. Postája, távírója és vasúti állomása Nyustya."
A trianoni békeszerződésig Gömör-Kishont vármegye Rimaszombati járásához tartozott.
1971-ben Nyustyához csatolták.

## Népessége
1910-ben 207, túlnyomórészt szlovák lakosa volt.
1921-ben 205-en lakták, valamennyi szlovák nemzetiségű, túlnyomó többségük (201 fő) evangélikus vallású.

## Nevezetességei
- Evangélikus temploma barokk stílusban épült a 18. század elején. 1797-ben klasszicista stílusban építették át. Megmaradt a templom eredeti barokk berendezése. Tornya 1810-ben épült.
- A településen a népi építészet néhány szép példája látható.